# Ruta Estatal de Arizona 77
La Ruta Estatal de Arizona 77, y abreviada SR 77 (en inglés: Arizona State Route 77) es una carretera estatal estadounidense ubicada en el estado de Arizona. La carretera inicia en el Sur desde la I 10     en Tucson hacia el Norte en la Reserva de los Indios Navajo. La carretera tiene una longitud de 408,6 km (253.93 mi).

## Mantenimiento
Al igual que las autopistas interestatales, y las rutas federales y el resto de carreteras estatales, la Ruta Estatal de Arizona 77 es administrada y mantenida por el Departamento de Transporte de Arizona por sus siglas en inglés ADOT.

## Cruces
La Ruta Estatal de Arizona 77 es atravesada principalmente por la  US 70     en Globe
 US 60     en Show Low
 US 180     en Holbrook
 I 40     en Holbrook.